# Olearia arborescens
Olearia arborescens là một loài thực vật có hoa trong họ Cúc. Loài này được (G.Forst.) Cockayne & Laing mô tả khoa học đầu tiên năm 1911.